# YAMATO2520
《大和號2520》（日语：ヤマト2520）是作為宇宙戰艦大和號的續集OVA。

## 概要
故事時間線設定於《宇宙戰艦大和號 完結篇》 後的200年，地球聯邦和塞壬聯邦因為單極子能源和古代豪達文明，而引發銀河100年戰爭。機械設計由席德·米德負責。在VOL3戰鬥發佈後，因為動畫製作公司破產，沒有發行VOL4 -7的OVA動畫故事。在2010年至2011年，DeAgostini Japan出版的週刊百科全書《週刊宇宙戦艦ヤマト OFFICIAL FACTFILE》，然而，在這部作品製作之前，西崎義展與東北新社簽訂的大和號系列版權轉讓協定，包括西崎“未來完成的YAMATO 2520 VOL.4-7等視頻作品”的主題作品。

## 故事
銀河100年戰爭結束後17年，地球聯邦和塞壬聯邦互相簽定和平協定，雙方在M27球狀星團中的獅鷲星系其中一顆行星Rinbos(リンボス)(靈薄獄)設置軍事緩衝帶。行星Limbos名義上是軍事緩衝區，其實受到塞壬聯邦軍事控制，除塞壬人以外，其他種族受到嚴重控制和監視，在行星Rinbos生活的青少年感受到巨大壓力。在此壓力下，驅使他們開始了一場駕駛飛行器接近警戒線的比賽。有一天，男主角納布意外發現在第17代宇宙戰艦大和號的硬碟。他們利用硬碟，在停戰協定所限制的塞壬聯邦的自動造船廠秘密建造一艘新的宇宙戰艦大和號。在新大和號建造完成和緊急起航的同一時間，塞壬的部隊在行星Rinbos內部引爆單極子炸彈，青少年在行星爆炸前帶領當地居民成功逃離。因為Rinbos的毀滅，地球和塞壬的星際戰爭再次開始。而第18代宇宙戰艦大和號該何去何從?
VOL 4至VOL 7無發佈，只有英文劇本。https://ourstarblazers.com/vault-images/aug09/2520outline.PDF （页面存档备份，存于）

## 登場文明・登場天體
地球聯邦
塞壬聯邦
行星Rinbos
洛可可星

## 用語
銀河100年戰爭
在2405年，塞壬聯邦軍入侵了 M27球狀星團的行星Rinbos，爭奪該行星的採擴權，駐紮該星的地球聯邦軍亦開始交戰。在2413年，雙方在宇宙各個地方發現豪達文明的遺蹟，並通過研究和壟斷這項超古代文明的先進技術。除了在M27球狀星團的地方，地球和塞壬經常發生軍事衝突。在2415年，這場戰事升級至整個銀河系的全面戰爭。物資優勝的地球聯邦和擅長科技的塞壬聯邦互相打了100年的戰爭。雙方在2503年停戰，簽定了停戰協定，塞壬在行星Rinbos駐軍，而地球駐紮在同一個星系的行星Wagua。17年後的2520年，在第18代宇宙戰艦大和號起航的騷動中，駐紮在行星Wagua的地球聯邦軍認為Rinbos星上的塞壬軍隊有意發動攻擊，所以就先下手為強，對行星Rinbos發動導彈攻擊。由於行星Rinbos毀滅，塞壬聯邦皇帝的計劃成功，雙方的戰爭再次開始。
單極子
波動引擎
次元運河
硬碟